# Lasówka rdzawoboczna
Lasówka rdzawoboczna (Setophaga pensylvanica) – gatunek małego, wędrownego ptaka z rodziny lasówek (Parulidae), zamieszkujący Amerykę Północną. Monotypowy (nie wyróżnia się podgatunków). Choć jego liczebność spada, nie jest zagrożony.

## Morfologia
Długość ciała 12–14 cm, waga 10,7–14,3 g, rozpiętość skrzydeł 19–21 cm. Czapka cytrynowożółta, grzbiet żółtozielony, w czarne kreski; skrzydła ciemne, widoczne na nich 2 żółte paski, białe końcówki sterówek. Maska czarno-biała. Spód ciała biały, z wąską, kasztanowatą plamą wzdłuż boków. Samica jest jaśniejsza. Młode ptaki z wierzchu żółtozielone, od spodu szare z żółtymi paskami na skrzydłach; maska szara, wokół oczu wyraźnie widoczna biała obrączka. Dorosłe ptaki w upierzeniu jesiennym żółtozielone z wierzchu, bez czarnego koloru na masce i kasztanowatych boków.

## Zasięg, środowisko
Zakrzewione pastwiska i leśne zręby środkowej i środkowo-wschodniej części Ameryki Północnej, na południu w górach. Zimę spędza głównie w południowo-wschodnim Meksyku i Ameryce Centralnej po Panamę, nielicznie zimuje także na wyspach Karaibów. Zimujące ptaki zamieszkują m.in. zacienione plantacje kawy, siedliska z zaroślami czy dojrzałe wilgotne lasy.

## Status
IUCN uznaje lasówkę rdzawoboczną za gatunek najmniejszej troski (LC, Least Concern) nieprzerwanie od 1988 (stan w 2020). Organizacja Partners in Flight szacuje liczebność populacji na 18 milionów dorosłych osobników. Trend liczebności populacji jest spadkowy.